# Gaston Nicole
Pour les articles homonymes, voir Nicole.
Gaston Nicole est un journaliste suisse né en 1935, qui a fait l’essentiel de sa carrière à la Télévision suisse romande.

## Biographie
Après huit ans de journalisme à la Gazette de Lausanne, Gaston Nicole entre à la Télévision suisse romande en 1967, où il crée le poste de correspondant parlementaire à Berne. En 1979, il est nommé chef du département des actualités et rédacteur en chef du Téléjournal. Il supervise le déménagement du tournage qui passe de Zurich à Genève en 1982. Il conserve ce poste jusqu'à la fin de 1990. Il présente ou collabore aux émissions suivantes : Le fait du jour, Agora, Tell Quel, Table ouverte, en direct avec…, affaires publiques. Il publie une biographie de Pierre Arnold, patron de la Migros. Il préside le festival du film documentaire à Nyon et participe à la création de Nyon Région télévision. Il reçoit le prix Oertli en 1979 pour son action en faveur de la collaboration confédérale.